# Medlovice (Moravia meridionale)
Medlovice (in tedesco Medlowitz) è un comune della Repubblica Ceca facente parte del distretto di Vyškov, in Moravia Meridionale.